# Enrique M. de Santa Olalla
Enrique Martín Santa Olalla (Málaga, 29 de junio de 1820 - La Plata, 9 de agosto de 1909) fue un educador de instrucción primaria especialista en la fundación de escuelas para maestros, publicista, matemático y librepensador naturalizado argentino que con el seudónimo "Galileo" participó en múltiples publicaciones liberales del siglo XIX. 

## Primeros años
Nació en Málaga el 29 de junio de 1820, siendo hijo de Francisco M. de Santa Olalla y Clara Sevilla. Se formó en Francia, al tener que emigrar forzadamente, en donde llegó a ser discípulo de Auguste Comte.
Antes de llegar a la República Argentina en 1865, vivió en Inglaterra, Cuba, Estados Unidos, Ecuador, Perú y Chile. 
Fue socio de distintas corporaciones científicas, literarias y políticas, entre las que se destacan la Real Sociedad Económica de Amigos del País de Sevilla, la Academia de Profesores de Instrucción Pública de Málaga y la Sociedad Geográfica Argentina. 

## Familia
Su padre Francisco Santa Olalla había conocido al político y militar exiliado José María Torrijos en los círculos liberales de Londres. El militar lo implicó en una conspiración para derrocar a Fernando VII. En 1831, el general Torrijos junto a sus hombres fueron traicionados por el gobernador de Málaga, siendo arrestados y fusilados en las playas malagueñas. Habiendo comprometido la seguridad de su familia, Francisco se vio obligado a exiliarse. Su hijo mayor Enrique Santa Olalla, testigo del fusilamiento y las persecuciones posteriores, quedará marcado para el resto de su vida.
En la epidemia de fiebre amarilla de 1871, Santa Olalla perdió a su esposa Manuela Lois, al no haber huido de la ciudad de Buenos Aires a tiempo. Prosiguió su hija mayor Hortensia que, altamente expuesta por su trabajo como preceptora del Colegio de La Piedad, murió con tan solo 19 años. 
Se casó en segundas nupcias en 1873 con la educadora Carolina Casas Laborde, quien llegará a ser una destacada librepensadora de La Plata y la primera mujer en dirigir una logia masónica en dicha ciudad.

## Actuación en la educación argentina
En junio de 1865, es llamado a cubrir el cargo de secretario del Consejo de Instrucción Pública. Según el investigador Gabriel Darrigran, por propuesta suya, la provincia de Buenos Aires funda la primera Escuela Normal para la enseñanza de maestros y preceptores de Argentina, en la cual es nombrado subdirector. Sin embargo, funcionará pocos meses, ya que Marcos Sastre, quien era el director, renunciará en septiembre de 1865, alegando que Santa Olalla le había dicho: “yo no me someto a las disposiciones de un director que me es inferior en conocimientos”.  
En abril de 1866 es nombrado director de la Escuela Modelo Catedral al Norte. En este establecimiento funda una escuela nocturna de matemáticas aplicadas a las artes. Destinada a jóvenes artesanos, la escuela fue fundada el 21 de septiembre de 1866 y funcionó gratuitamente durante décadas.
Proponiéndoselo a Nicolás Avellaneda y contando con el apoyo del Superior Tribunal de Justicia, a los dos años de haber llegado a Argentina establece en la Cárcel Central de Buenos Aires una escuela gratuita para los presos.
En 1867, el Consejo de Instrucción Pública le encomienda redactar el primer periódico oficial de la provincia de Buenos Aires en materia educativa, La Escuela Primaria, para luego llevar adelante su proyecto personal de redactar el periódico de instrucción primaria La Enseñanza que se distribuyó entre 1869 y 1870.
Cuando Domingo F. Sarmiento dejó la presidencia de la Nación en 1874 y regresó a dirigir el Departamento General de Escuelas, hizo contratar a Santa Olalla como inspector general.
En abril de 1882 la Dirección General de Escuelas de la provincia de Buenos Aires lo nombró su delegado en el congreso pedagógico de Buenos Aires, y en 1883 se encargó de organizar el primer congreso pedagógico seccional que se desarrolló en la localidad de Pergamino. 
Cómo experto en metodología pedagógica, su método particular de lectura, conocido como método silábico de Santa Olalla, era utilizado en los primeros grados de las escuelas bonaerenses a través de carillas y carteles. 

## Actuación en la ciudad de La Plata
Llegó a la capital de la provincia de Buenos Aires en 1884, cómo inspector general de escuelas bonaerenses. Al momento de mudar su biblioteca privada, ésta se convirtió en la más grande de esa ciudad, durante los primeros años.
Tan solo existiendo dos escuelas estatales de instrucción primaria en la ciudad de La Plata, una de niñas y otra de niños, solicitó al Consejo de Educación un local para establecer una escuela dominical gratuita, la cual terminó funcionando en una casilla de madera en la esquina de las calles 10 y 47, 
A pedido suyo se creó un curso de sistema métrico decimal y un curso libre nocturno de contabilidad para los alumnos del Colegio Provincial (actual Colegio Nacional Rafael Hernández). Dirigidos por él, las cursadas fueron inauguradas el 2 de abril de 1886, llevándose a cabo tres veces por semana y estando dirigidas a los obreros que por la noche querían instruirse.
A principios de 1886, dirigió una nota al Ministerio de Gobierno proponiéndose como voluntario para establecer gratuitamente una escuela dominical en la Cárcel de La Plata, que estuviera orientada a los presos que carecieran de educación primaria. Finalmente, se gestionó la apertura de la escuela dominical en el Palacio de Justicia de La Plata. En ella se enseñaba a los detenidos un programa de estudios mínimos de lectura, escritura, aritmética, sistema métrico decimal, geografía nacional e instrucción cívica.
Con el patrocinio de la Dirección General de Escuelas, fundó en 1888 en su domicilio de calle 55 y 14, una escuela profesional de subpreceptores y ayudantes, que fue pionera en la enseñanza de este estilo en la ciudad. Ese mismo año, con la ayuda de su esposa Carolina Casas Laborde, fundará en su domicilio un colegio de enseñanza primaria y secundaria de señoritas, con el nombre de Liceo de La Plata.

## Su paso por la masonería
Había sido iniciado en la logia Libertad de San José de Flores en julio de 1878, donde desempeñó el oficio de orador durante cinco años consecutivos. En 1886 se afilió a la logia capitular La Plata N° 80 (que existió entre 1885-1905), en la que fue el secretario y luego el orador, además de ser el bibliotecario del taller. En esta logia le fue concedido el grado 18 del rito escocés en 1887, luego el grado 25 en 1888 y finalmente el grado 30 en 1889. 
En el año 1891, junto a otros masones de la provincia, fundó la entidad Gran Logia Bonaerense, la cual constituyó logias en distintas poblaciones de la región. En ésta será en 1891 Gran Secretario Canciller, en 1893 Gran Maestro y en 1896 Gran Maestro Honorífico ad vitam. 
En La Plata, fundará en 1891 la logia Porvenir y la logia Federal de Maestros.
Por su amistad con el republicano español Isidro Villarino del Villar, llegó a ser representante en el territorio sudamericano del Gran Consejo General Ibérico de España.

## Últimos años

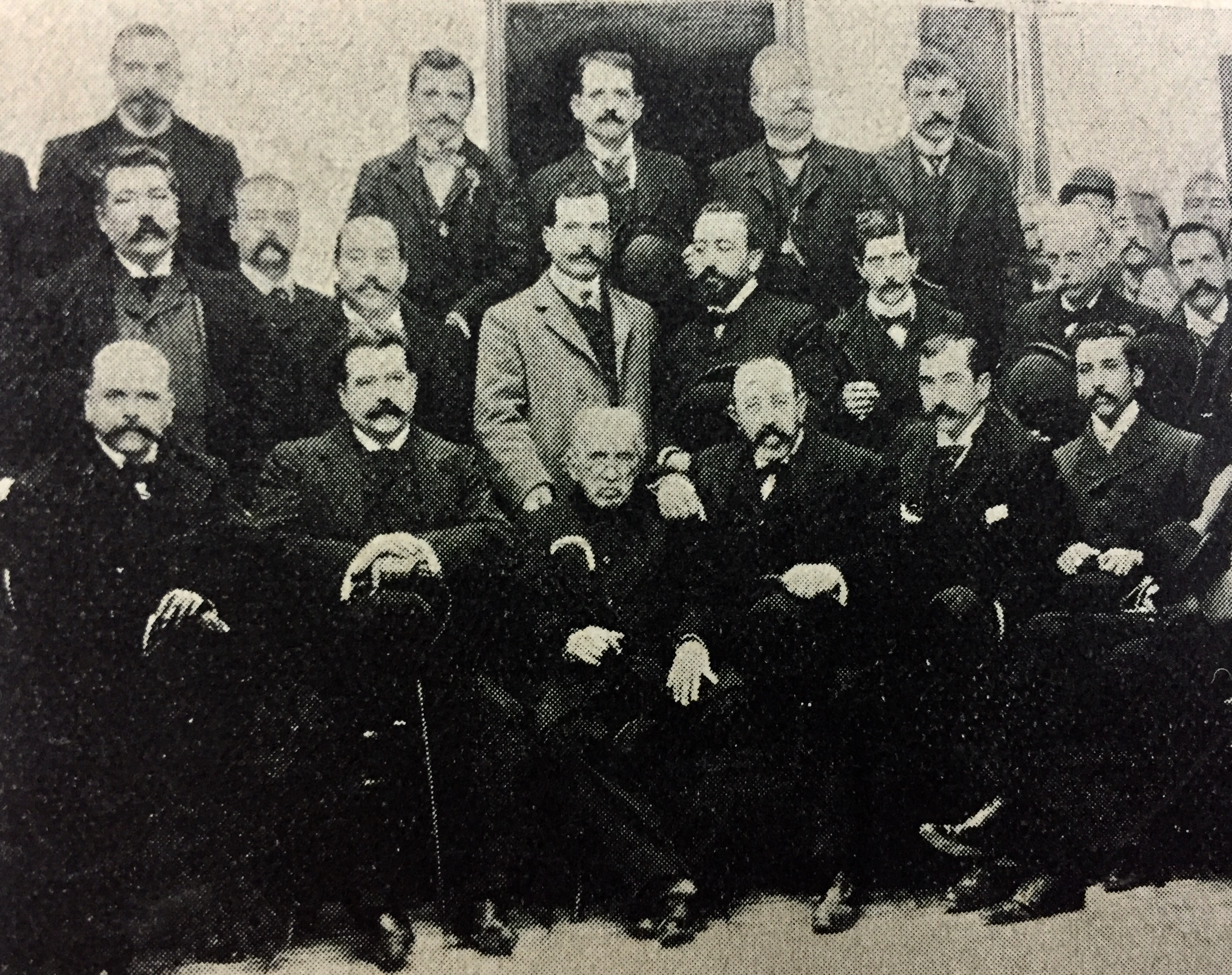
Constitución del Comité Provincial del Partido Republicano Español de La Plata en 1903 (sentado en el centro con bastón, Enrique de Santa Olalla)

En julio de 1903 por su iniciativa se instala el Comité Provincial del Partido Republicano Español ubicado en la calle 6 y 54 de La Plata, el cual presidirá algún tiempo. 
Finalmente falleció en su domicilio el 9 de agosto de 1909 a los 89 años de edad. La prensa el día de su muerte lo recordó como un hombre de ideales republicanos y un gran amigo de Sarmiento que dedicó toda su existencia a la educación.

## Obras
- Enciclopedia de la Infancia. Valparaíso. Año 1857.

- Tesoro de fabulistas españoles. Santiago de Chile. Año 1864.

- Método filosófico de lectura gradual. Buenos Aires. Año 1869.

- Respuestas al programa de aritmética decretado por el Consejo de Instrucción Pública. Buenos Aires. Año 1871.

- La Jeometría puesta al alcance de los niños (Sic). Buenos Aires. Año 1876.

- Disertación sobre el tema 5º señalado por decreto del Gobierno Nacional. ¿Cuál sería el medio más eficaz para difundir la educación común en la campaña? Buenos Aires. Año 1882.

- Método filosófico de lectura y escritura simultáneas. Buenos Aires. Año 1887.

- Lecciones de gramática filosófica de la lengua castellana. París. Año 1889.

- El Instructor del Rito Ecléctico. La Plata. Año 1894.